# 御前崎分屯基地
御前崎分屯基地（おまえざきぶんとんきち、JASDF Omaezaki Sub Base）位于日本静冈县御前崎市御前崎2825-1，是航空自衛隊入間基地的分屯基地，部署有第22警戒隊。使用J/FPS-2雷达。
分屯基地司令由第22警戒隊長兼任。

## 部署部隊
- 第22警戒隊